# Acacia formosa
Acacia formosa é uma espécie de leguminosa do gênero Acacia, pertencente à família Fabaceae.